# Ursus C-328

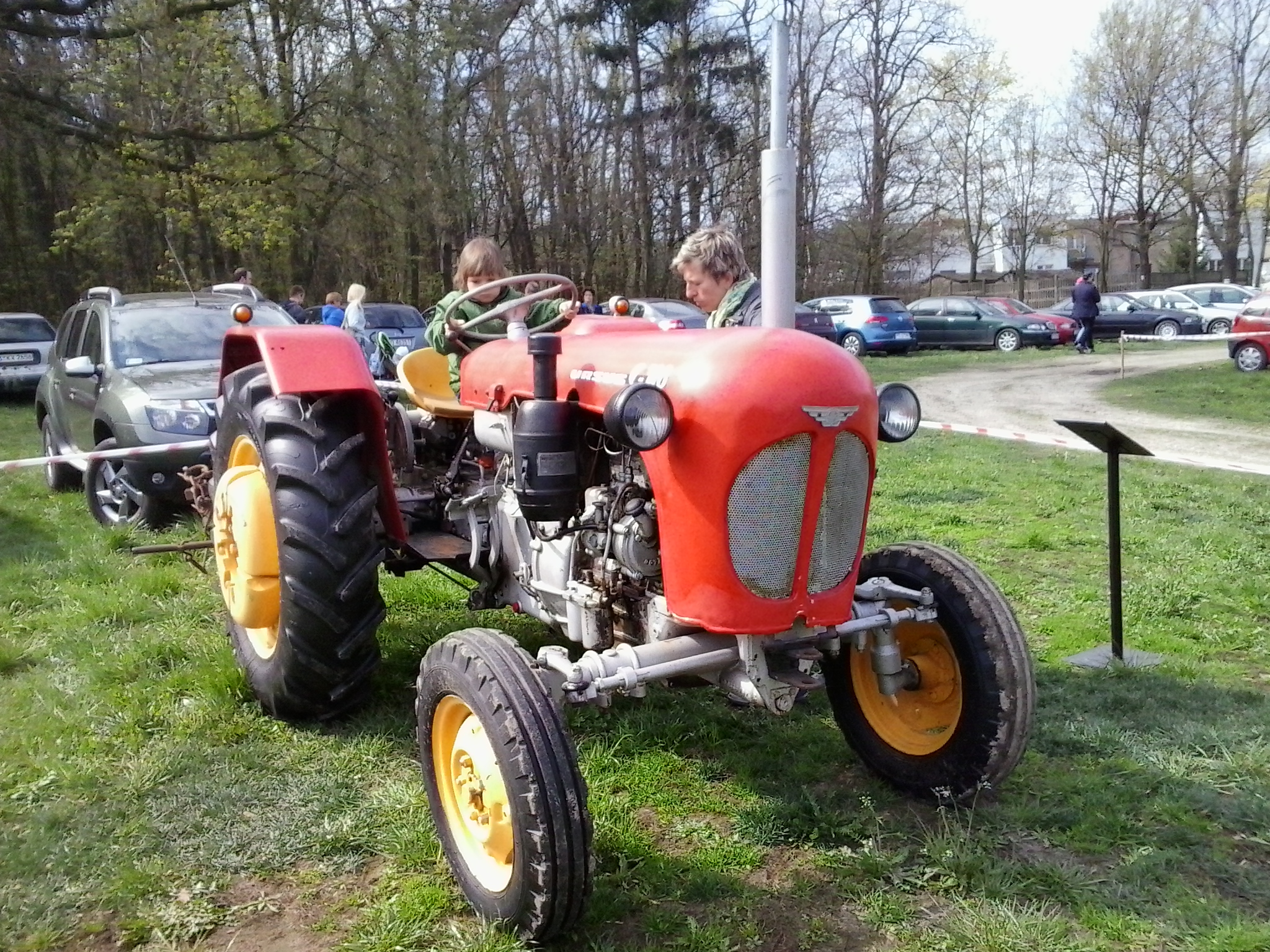
Prototypowy Ursus C -328 z 1961 w Szreniawie

Ursus C-328 – lekki ciągnik rolniczy, produkowany w latach 1963–1968 przez Zakłady Mechaniczne Ursus w Ursusie.

## Historia modelu
W 1963 roku wdrożono do produkcji następcę Ursusa C-325, model C-328. Modernizacja ta polegała głównie na zastosowaniu mocniejszego silnika typu S-312B o pojemności skokowej 1960 cm³ i mocy maksymalnej 20,6 kW (28 KM). Dodatkowe zmiany objęły układ hydrauliczny, dzięki czemu zwiększona została jego wydajność. Zastosowany został kompresor, dzięki czemu możliwa była współpraca z przyczepami posiadającymi hamulce pneumatyczne, obrotomierz i wielowskaźnik. Wersja eksportowa na rynek włoski posiadała maskę i błotniki  Victorio Cantatore, a na rynek francuski tylko włoską maskę. Również egzemplarze posiadające standardową maskę, trafiły do Francji. We Włoszech sprzedawany pod marką Field Boy P-300. Produkcję Ursusa C-328 zakończono 1 lipca 1968 roku po wyprodukowaniu 75 056 egzemplarzy. Został zastąpiony modelem C-330.

### Wady
- zbyt mała liczba biegów, brakowało zwłaszcza biegu pomiędzy biegiem 4 i 5
- miały prądnice prądu stałego
- zbyt słaba przednia oś, co uniemożliwiało pracę z ładowaczem czołowym,
- brak zaczepu polowego,
- brak hydrauliki zewnętrznej,
- zbyt słaby rozrusznik, co utrudniało rozruch zimą,

### Zalety
- miał dwustopniowe sprzęgło, dzięki czemu mógł napędzać przez WOM maszyny wymagające pracy podczas krótkich przerw w ruchu,
- wszechstronna funkcjonalność w małych gospodarstwach rolnych
- usprawnienie uruchomienia w okresie zimowym, co wynikało z faktu, iż Ursus C-328 miał możliwość obniżenia ciśnienia sprężania za pomocą odprężnika,
- niskie zużycie paliwa,
- możliwość regulacji prześwitu oraz rozstawu kół,
- bardzo dobry rozkład masy,
- trwała skrzynia biegów.

## Różnice w porównaniu do Ursusa C-325
- Zwiększono średnicę cylindra z 98 do 102 mm, dzięki czemu pojemność skokowa wzrosła z 1810 do 1960 cm³, a co za tym idzie wzrosła także moc z 25 do 28 KM.
- Wprowadzono nowy blok silnika i głowicę.
- Zastosowano wtryskiwacze czopikowe, dzięki czemu nieznacznie zmniejszono zużycie paliwa.
- Przeniesiono dźwignię odprężnika z okolic wałka rozrządu na pokrywę zaworów.
- Zwiększono wydajność podnośnika.
- Zwiększono rozmiary opon, dzięki czemu wzrosła prędkość maksymalna.
- Wprowadzono nowe obciążniki kół tylnych.
- Zwiększono rozstaw reflektorów.
- Przeniesiono wlew oleju z okolic miarki poziomu oleju do przodu ciągnika, przed pompą wtryskową.
- Wprowadzono kierunkowskazy.
- Zmieniono sposób otwierania maski, klamki po obu stronach zastąpiły gumowe zaczepy.
- Zmieniono sposób włączania świateł, zamiast osobnego przycisku uruchamiało się je poprzez przekręcenie kluczyka w stacyjce.
- Prostokątne pokrywy popychaczy zaworów, mocowane na dwie śruby, zastąpiono obłymi, mocowanymi na jedną śrubę.
- Zmieniono rozmiar łożysk w zwolnicach.

Zmiany powyżej opisane były wdrażane stopniowo, toteż ostatnie Ursusy C-325 posiadały niektóre rozwiązania obecne w modelu C-328, np. przeniesiony wlew oleju czy kierunkowskazy.

## Dane techniczne

### Silnik
- typ: Ursus S-312B, 4-suwowy, wysokoprężny, chłodzony cieczą,
- liczba cylindrów: 2,
- pojemność skokowa: 1960 cm³,
- stopień sprężania: 17:1,
- moc znamionowa: 20,6 kW (28 KM) – (według DIN) przy 2200 obr./min,
- jednostkowe zużycie paliwa przy mocy znamionowej 241 g/kWh,
- moment obrotowy: 100 Nm przy 1600-1800 obr./min,
- średnica cylindra/skok tłoka: 102/120 mm,
- filtr powietrza: mokry z cyklonem,
- dekompresator działający przez mechaniczne otwarcie zaworów wydechowych, ułatwia rozruch,
- średnie zużycie paliwa: 2.8 l/mth, przy czym 1 mth odpowiada 1 godzinie pracy ciągnika z 1865 obr./min.

### Układ przeniesienia napędu
- sprzęgło: cierne, tarczowe, suche, dwustopniowe,
- liczba biegów do jazdy w przód: 6,
- liczba biegów wstecznych: 2,
- skrzynia biegów: mechaniczna, z kołami zazębionymi na stałe oraz reduktorem, niesynchronizowana,
- mechanizm różnicowy blokowany mechanicznie,
- oś przednia nienapędzana sztywna,wzmocniona drążkami reakcyjnymi,
- układ kierowniczy dwukrążkowy z przekładnią zębatą,
- hamulec mechaniczny, bębnowy, niezależny na oba koła tylne,
- prędkość jazdy: 25,44 km/h.

### Układ zasilania paliwem
- filtr paliwa dwukomorowy z wkładem filcowo-papierowym
- pompa wtryskowa tłoczkowa z regulatorem mechanicznym
- pompa zasilająca tłoczkowa
- regulator obrotów mechaniczny, zblokowany  pompą wtryskową
- wtryskiwacz z rozpylaczem czopikowym
- ciśnienie wtrysku 13 MPa
- pojemność zbiornika paliwa: 35 dm3

### Układ smarowania silnika
- rodzaj smarowania: pod ciśnieniem i z rozbryzgiem
- pompa oleju: zębata
- filtr oleju: odśrodkowy

### Układ chłodzenia silnika
- cieczowy, wymuszony pompą wody z chłodnicą, wentylatorem i termostatem
- chłodnica rurkowo-płytkowa
- termostat mieszkowy
- pojemność układu 7 dm3

### Układ agregowania
- podnośnik hydrauliczny z pompą o wydajności 18 l/min i ciśnieniu nominalnym 11,0 MPa, (max: 13,5 MPa), z możliwością dociążania
- TUZ kat. II według ISO, udźwig 700 kg
- WOM tylny zależny i niezależny 540 obr./min.
- górny zaczep transportowy

### Instalacja elektryczna
- jednoprzewodowa 12 V, plus na masę
- prądnica P4g (12 V, 110 W)
- akumulator 6 V 115 Ah lub 105 Ah 2 szt.
- 8-gniazdowa skrzynka bezpieczników 6 bezpieczników 8A i dwa bezpieczniki 25A
- dwie lampy drogowe przednie trójświatłowe
- lampa rolnicza tylna nastawna
- lampa tylna STOP